# 共同民主聯合
共同民主聯合（韩语：／ Deobul-Minjooyeonhap），為共同民主黨為應對2024年國會選舉改制而成立的衛星黨，成立於2024年3月3日，於同年5月2日解散。

## 歷史
由於自2020年國會選舉起，政黨比例席次改為準聯立制，因此兩大黨為求比例席次不會因改制而減少，成立衛星黨以維持比例席次。2024年，在民主黨黨魁李在明表示支持繼續沿用準聯立制的情況下，共同民主黨與前次選舉成立衛星黨共同市民黨一樣，成立衛星黨以應對選制。
2024年3月3日，共同民主黨、進步黨及新進步聯合宣布組成共同民主聯合，在「共同民主聯合」名單之中參與比例代表選舉。在30人比例代表名單中，共同民主黨提名20人、代表市民社會的聯合政治市民會議提名4人、進步黨及新進步聯合各提名3人。
共同民主聯合在2024年國會選舉中取得14席。2024年4月22日，共同民主黨聯合召開最高委員會議，進行合黨表決。加入共同民主聯合的進步黨（2名）、新進步聯合（1名）、社會民主黨（1名）的比例代表當選人，將被民主黨除名，回歸本身所屬的政黨。而市民社會推薦的2名當選人（徐美和、金允）將根據本人的意願，加入民主黨或選擇加入其他政黨。4月24日，兩人宣布將加入民主黨。
2024年5月2日，共同民主黨與共同民主聯合召開聯合會議，表決通過合黨決議案，兩黨於同日合併。

## 爭議

### 與進步黨聯合
由於共同民主聯合包含進步黨在內，進步黨的成員有不少為2014年被南韓憲法法院強制解散的統合進步黨黨員。統合進步黨因其親北爭議被認為是左翼至極左政黨，包括黨綱推動李石基前議員的赦免復權運動、不同派系黨員集體毆打非黨權派代表團等事件。
由此引發傳統民主黨支持階層（40至50歲）的關注。2024年2月下旬，前法務部長曹國宣布成立祖國革新黨參與國會選舉使其受到挑戰，由於曹國端出鮮明的主張，包括「將大膽進行民主黨不能做的活動」並自稱是「攻擊手」，提出將時為第一夫人的金建希送上法庭、追究法務部長韓東勳女兒的入學考試不正之風等等政見，分析認為40至50歲世代會大舉轉移支持祖國革新黨的比例代表。

## 主要選舉記錄

### 國會選舉
| 年度 | 選舉   | 贏得席位 | 區域得票數 | 區域得票率 | 區域席位 | 比例得票數 | 比例得票率 | 比例席位 | 選舉結果       | 領袖           |
| ---- | ------ | -------- | ---------- | ---------- | -------- | ---------- | ---------- | -------- | -------------- | -------------- |
| 2024 | 第22屆 | 14 / 300 | 未參選     | 未參選     | 未參選   | 7,567,459  | 26.70%     | 14 / 46  | ▲ 13；第四大黨 | 尹永德、白承雅 |

## 外部連結
- 官方网站